# 확률적 경사 하강법
확률적 경사 하강법(Stochastic gradient descent, SGD)은 적절한 평활성 특성(예: 미분 가능 또는 하위 미분 가능)을 사용하여 목적 함수를 최적화하기 위한 반복 방법이다. 이는 실제 기울기(전체 자료 집합에서 계산됨)를 해당 추정치(데이터의 무작위로 선택된 하위 집합에서 계산됨)로 대체하기 때문에 경사 하강법 최적화의 확률론적 근사치로 간주될 수 있다. 특히 고차원 최적화 문제에서 이는 매우 높은 계산 부담을 줄여 수렴률을 낮추는 대신 더 빠른 반복을 달성한다.
확률적 근사의 기본 아이디어는 1950년대 로빈스-몬로(Robbins-Monro) 알고리즘으로 거슬러 올라간다. 오늘날 확률적 경사 하강법은 기계 학습에서 중요한 최적화 방법이 되었다.

## 같이 보기
- 선형 분류